# Efferia tabescens
Efferia tabescens este o specie de muște din genul Efferia, familia Asilidae. A fost descrisă pentru prima dată de Banks în anul 1919. Conform Catalogue of Life specia Efferia tabescens nu are subspecii cunoscute.